# Pokreti otpora
Pokret otpora se kao pojam koristi prvenstveno za oblike otpora koji se pojavljuju tijekom Drugoga svjetskog rata na područjima pod upravom Trećega Reicha i fašističke Italije, te njihovih saveznika. Prema francuskom Mouvement de résistance Britanci i Amerikanci nazivom Movement of resistance (odnosno Resistance movement ili samo Resistance, s velikim slovom) označavaju sve slične pokrete u okupiranoj Europi. 
Uz ovo osnovno značenje, pojam se ponekad koristi i za slične oblike borbe protiv okupacijskih i kolonijalnih vlasti u raznim zemljama, ponajviše Trećeg svijeta (gerilski rat ili Narodnooslobodilački rat). Također se ponekad koristi u prenesenom značenju za neke oblike kulturnog i društvenog djelovanja koje ima prosvjedne i subverzivne značajke.

## Djelatnosti
Pojam "pokret otpora" uključuje postojanje organizacije, koja potiče i koordinira akcije raznih grupa na širem, u pravilu nacionalnom nivou. Takve su organizacije stvorene u nizu zemalja ubrzo nakon uspostave okupacijskih i/ili kvislinških režima. 
Oblici otpora uključivali su različite oblike ilegalnog djelovanja. Ovisno o snazi pokreta i uvjetima, razvijaju se razni oblici djelovanja: pasivni otpor, propaganda putem grafita, letaka, biltena, kao i usmeno širenjem vijesti i glasina; prikupljanje obavještajnih podataka koji mogu biti od koristi Saveznicima; spašavanje ugroženih Židova i politički progonjenih; prikupljanje oružja; organizacija sabotaža i atentata; organizacija i djelovanje gerilskih skupina pa i većih vojnih jedinica.
Također su redovno uspostavljali i održavali kontakt s članicama antifašističke koalicije (Saveznici) (Velika Britanija, SAD i SSSR). Slali su im obavještajne podatke, primali pomoć i koordinirali akcije, posebno u završnim fazama rata, kada su savezničke vojske pripremale oslobađanje njihove zemlje.
Okupacijske i kvislinške vlasti djelovanje pokreta otpora nazivale su redovno "banditizmom" i reagirale surovo. Njihovi zarobljeni pripadnici često su mučeni, te u pravilu streljani. Česte su bile i masovne represalije prema civilnom stanovništvu zbog djelovanja pokreta otpora. Osobno surov i masovan bio je postupak na okupiranim područjima istočne Europe.

## Politička podvojenost pokreta
Za niz zemalja karakteristično je postojanje dva paralelna pokrete otpora, od kojih jedan organiziraju komunisti, a drugi pristaše "građanskih" stranaka. Među njima dolazi do napetosti, ponekad i do oružanih sukoba.
Konfrontacija među njima bila je osobito snažna u Poljskoj (građanska Domovinska armija i komunistička Narodna armija) i u Grčkoj  (djelovali su Ethniko Apeleftherotiko Metopo, ΕΑΜ; Ethnikos Dimokratikos Ellinikos Syndesmos, EDES; Ethniki kai Koinoniki Apeleftherosis, EKKA; YVE/PAO; AEAK, te manje skupine kao PEAN, SSN, IT, ES, RAN, Tagma 122, Vojna hijerarhija, razne obavještajne i saboterske skupine te ini). U Poljskoj je Domovinska armija razoružana, a njeni pripadnici progonjeni nakon prodora postrojba SSSR-a. U Grčkoj, dio komunista započeo je građanski rat nakon kraja Drugog svjetskog rata (ali bez potpore SSSR-a).
U Francuskoj, dva pokreta otpora stvorila su 1943. godine zajedničko vodeće tijelo. General Charles de Gaulle nametnuo se kao vođa Francuskoga pokreta otpora. Na izborima nakon rata, komunisti dobivaju znatan broj glasova, ali kasnije se on smanjuje.
Na području NDH djelovali su razni oblici pokreta otpora. Hrvati su bili u oružanom komunističkom titoističkom, zatim HSS-ovi koji su bili izvan kruga suradnje s Osovinom i Vladom Kraljevine Jugoslavije, te u katoličkom, Srbi u partizanskom i četničkom, a Talijani na istarskom poluotoku bili su u pokretu protiv Osovine (ali protalijanski), u titoističkom i u katoličkom. 
Dva su pokreta otpora imala namjeru obrane Jugoslavije, ali s raznim ciljevima i metodama. Nastali su 1941. godine: rojalistički četnici na čelu s Dražom Mihailovićem, i komunistički na čelu s Josipom Brozom Titom. Četnički pokret, međutim, već nakon nekoliko mjeseci gubi karakteristike pokreta otpora prema Trećem Reichu i Italiji te prihvaća otvorenu ili potajnu suradnju s okupacijskim državama. Malo se zna o djelatnosti četnika protiv Mađarske i Bugarske. Po potrebi i zbog interesa uspostavlja povremenu suradnju s osovinskim satelitskim režimima u NDH, Srbiji te Protektoratu Crnoj Gori, pri čemu često naizmjence okreće oružje protiv istih suradnika. Dosta se oružano sukobljavao s organima NDH.
U nekim zemljama, pokret otpor koji vode komunisti prerasta u narodnooslobodilački rat. Komunisti nisu svugdje bili jedini ni glavni koji su vodili pokret otpora. Pokret otpora razvio se različitom jakošću u Poljskoj, Grčkoj, Albaniji, Francuskoj, Hrvatskoj, BiH, Crnoj Gori, Bjelorusiji, Ukrajini, Rusiji, Italiji i još nekim državama.
Jugoslavenska historiografija tvrdila je, a što je dosta bilo prihvaćeno u zapadnoj znanosti, da je jedino u Jugoslaviji stvoren pokret tako snažan, da je "oslobodio svoju zemlju bez značajne intervencije stranih trupa", premda nije skrivala ulazak zemalja iz Staljinova bloka u oslobađanju. Povijesna znanost zemalja Varšavskog pakta imala je realnu sliku. Bez logističke i vojne pomoći zapadnog zrakoplovstva i mornarice, pokreti otpora nikad nisu uspijevale ostvariti trajnu nadmoć u naseljenim i ekonomskim područjima, nego tek u slabo naseljenim i ekonomski pasivnim brdsko-planinskim krajevima. Uz veliku pomoć gotovo svih rodova sovjetske vojske slomljene su obrambene crte Trećeg Reicha u Vojvodini i užoj Srbiji, a bugarske snage oslobodile su istočnu Srbiju.